# ヤマハ・TZ

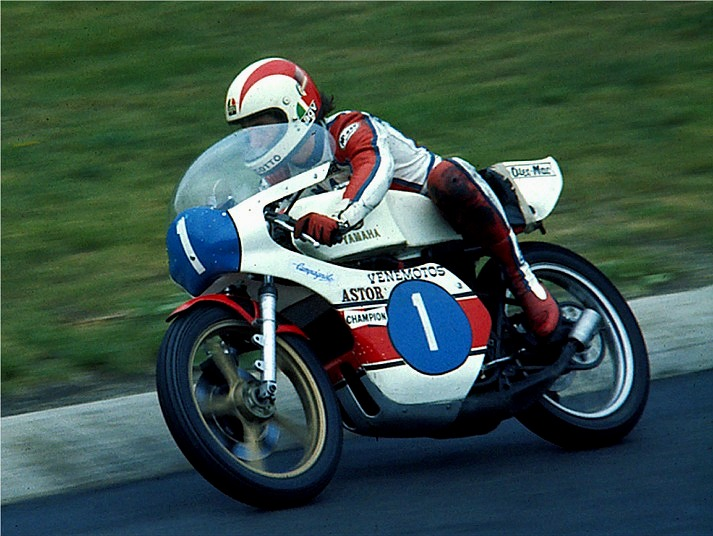
ジョニー・チェコットが駆る1976年型TZ350（2気筒エンジン）（1976年、ニュルブルクリンク）

ヤマハ・TZ（ティーゼット）はヤマハ発動機が製造するオートバイで、水冷2サイクルエンジンを搭載したロードレース用の競技専用車である。

## 概要
TZはワークスモデルであるYZRシリーズと同時に開発され、市販を前提としたモデルである。オートバイメーカーから車両の支援を受けないプライベートライダーに愛用されたが、YZRが設定されていない年には実質的なワークスマシンとしてロードレース世界選手権に優勝することもある。ヤマハ・TZRシリーズへのフィードバックも行われた。2000年代に入ると若者を中心にオートバイ離れが起き、ロードレース選手権のエントリー数が減少した。減少をくい止めるために、TZ125およびTZ250の購入者に対し国内主要サーキットにて開催されるスクールの無料受講ができる特典を設定している。

## モデル一覧

### TZ50
TZR50と同時開発の競技用車輌。

### TZ125

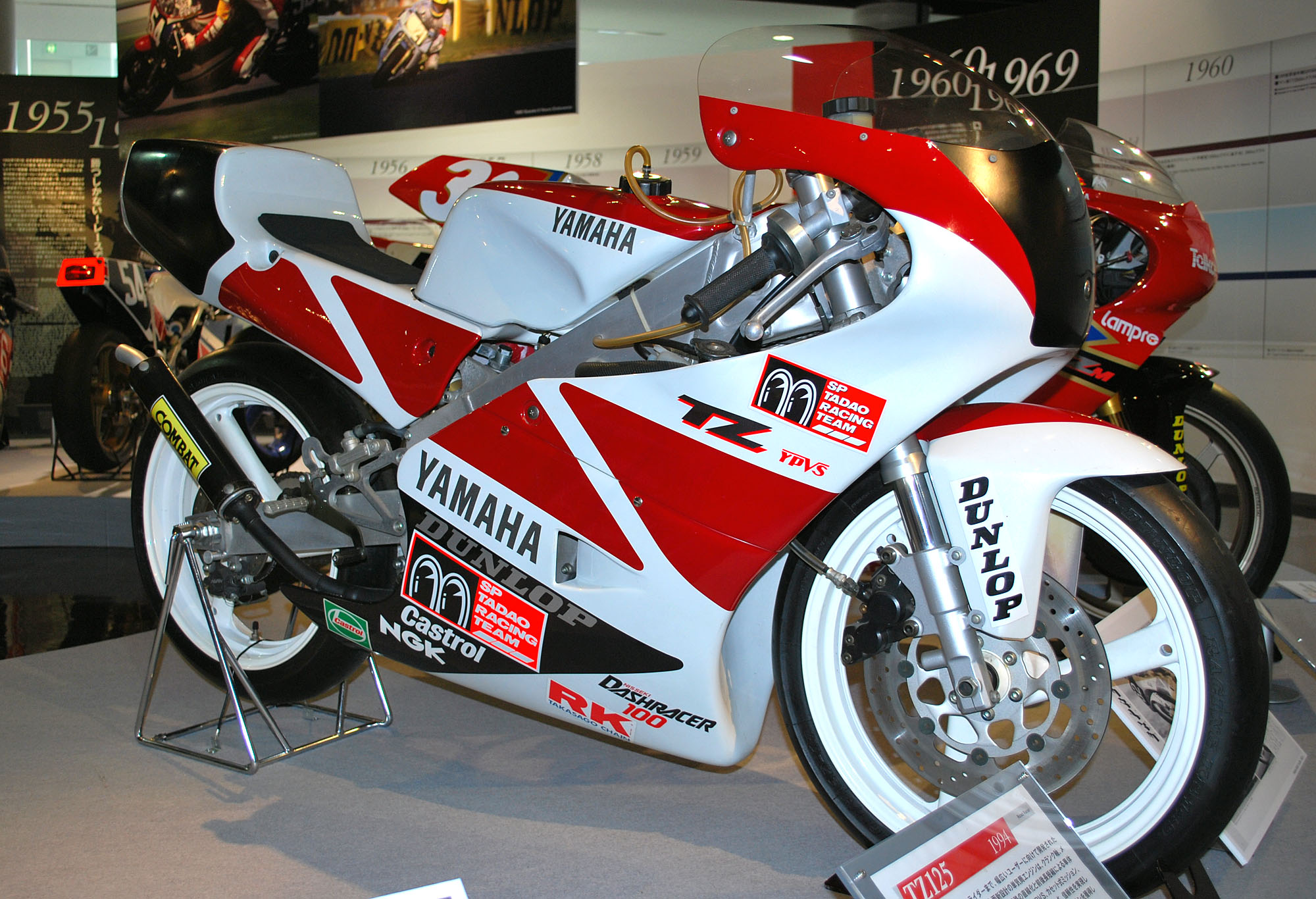
TZ125（1994年型）

1979年型TZ125は、ワークスマシンYZR125Rを基にした市販ロードレーサーである。単気筒で扱いやすく手頃な価格であることから、長年、ロードレース世界選手権から草レースにまで利用されてきた。2008年モデルは2007年モデル（2006年モデルのマグネシウムホイールを鋳造から鍛造へ小変更した仕様）の継続販売であり、フルモデルチェンジは行われておらず、年間販売台数は数台規模という。市販価格は104万7900円。2009年モデルは5台を生産・販売しTZ125は生産終了。市販価格は120万7500円。
シリンダーやクランク、ピストンリングなどの消耗品付きで販売される。
1994年型は10年ぶりに発売されたTZ125である。クランクケースリードバルブ、倒立フォーク、リンク式リアサスを装備している。
1995年型はエンジンに1軸バランサーを装備。
1996年型はギヤレシオが変更された。また、フレームの剛性を50%アップ。
1998年型はエンジンおよびカウルを新設計。
2008年型の国内販売数は7台。

### TZ250

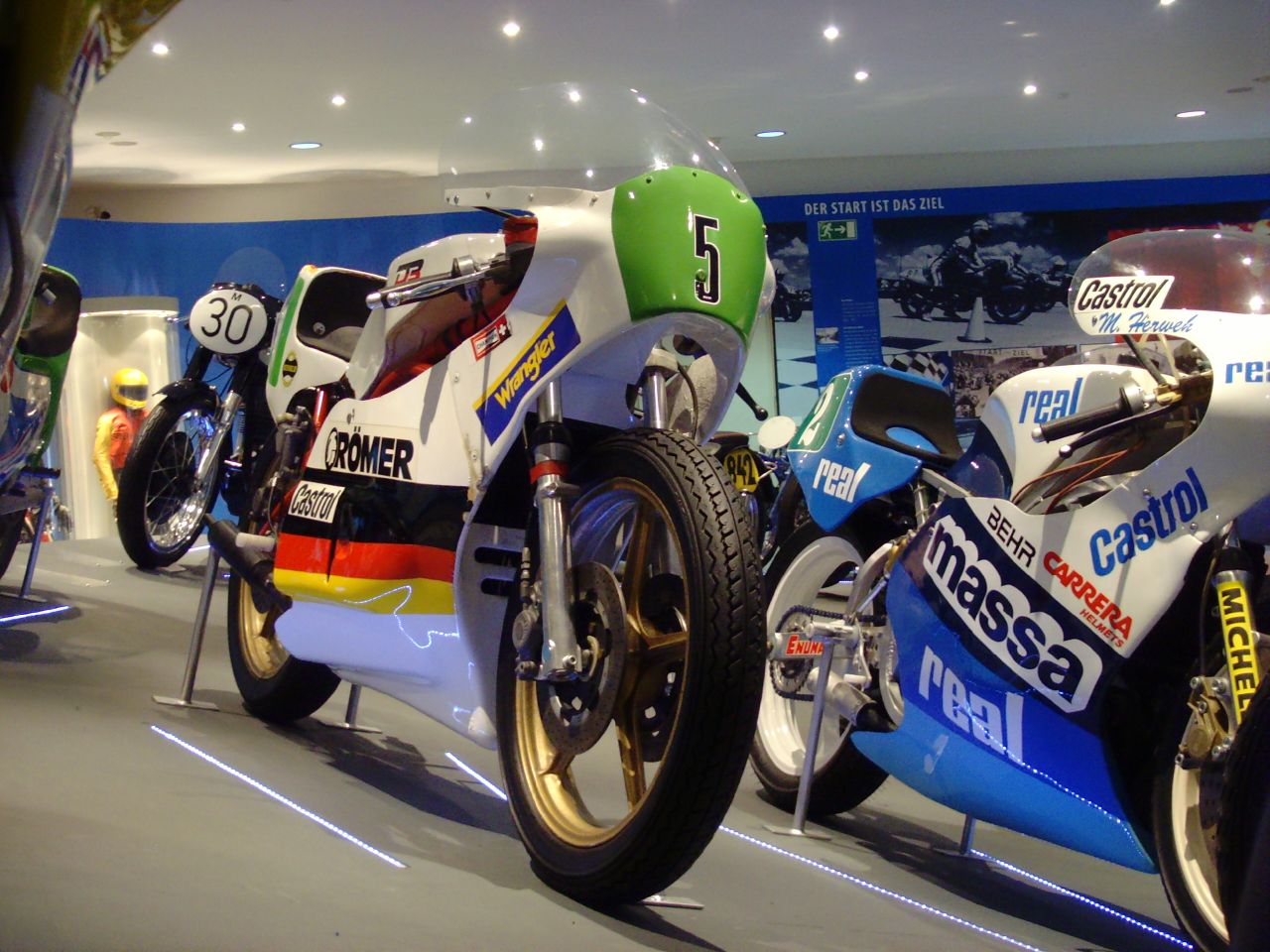
TZ250(1977年)

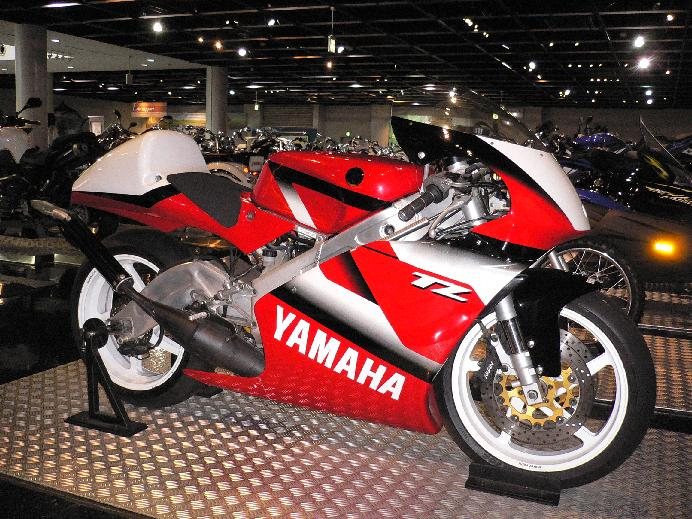
TZ250(2008年)

初代1973年型TZ250は、空冷エンジンの250cc市販ロードレーサーTD3を水冷化したワークスマシンYZ624を基にした市販ロードレーサーである。水冷化により性能が大幅に向上した。1973年に初代モデルが発売された。当初は直列2気筒（横置き）であったマシンは、年を追うごとに進化し、1980年代中期から後期にはケースリードバルブ(59W)、デルタボックスフレーム(1RK)、後方排気システム(3AK)を採用し、1991年にはヤマハ市販ロードレーサーで初めてとなるV型2気筒(3YL)を採用するなど、最新のテクノロジーを追求し毎年のように進化を遂げていた。しかし、2000年代に入ると環境問題によってレースカテゴリーが縮小し、競技人口が低迷したことによりモデルチェンジの間隔が長くなり、2000年モデルとして生産された5KEの型式名で呼ばれるタイプの2003年モデル以降、本格的なモデルチェンジは行われずに継続販売された。
ヨーロッパなどにも新車や中古車が輸出され、ロードレース世界選手権や各国の国内選手権等のGP250クラスで使用された。クリスチャン・サロンにより1984年チャンピオン獲得(Model49V)や、関口太郎による2003年のヨーロッパ選手権優勝（全勝）という記録を留めている。全日本ロードレース選手権では2006年と2007年に連続優勝を記録した。
2008年モデルは2006年モデルをベースにした車両を市販価格210万円で継続販売したが、販売状況はTZ125と同様に低迷し、年間販売台数は20台を下回った。2009年モデルは市販価格246万7500円で15台が生産、販売されTZ250は生産終了となった。

#### 遍歴
TZ250はおおよそ次のように遷移する。
1. エンジン：直列2気筒、ピストンバルブ/フレーム：ダブルクレードル/リアサス：2本サス
2. リアサス：モノショック（1本サス）
3. エンジン：クランクケースリードバルブ
4. フレーム：デルタボックス
5. エンジン：後方排気／タイヤ：ラジアル
6. エンジン：V型2気筒

##### 1973-1974年型
1973年型と1974年型に大きな違いはない。エンジン - 直列・ピストンバルブ・フレーム - 鋼管ダブルクレードル、前輪ブレーキ - 大径ドラムブレーキ、フロントサスペンション - 正立テレスコピック、リアサスペンション - 2本サス、ホイール - リム&スポーク。

##### 1976-1984年型
1976年型からブレーキが前後ともにディスクブレーキ化される。また、リアサスペンションは、最初にモトクロッサーで、その後、500ccワークスマシンのロードレーサーで使用されたカンチレバー式のモノショック（1本サス）となる。1977年型は1976年型と大きな違いはない。
1979年型は、フレームの材質が鋼からクロモリに、スイングアームもアルミニウム合金になり、軽量化がはかられる。1980年型はキャブレターにパワージェットが装備される。
1981年型は、FIMがロードレース世界選手権350ccクラスの縮小廃止を決定したことを受けて、250ccクラスがミドルクラスの主役を担うことになったために大きな仕様変更が行わる。クランクケースはロードスポーツモデルとの共用をやめてTZ250専用設計となる。クランクシャフトの回転方向も従来の正回転から逆回転へ変更。これに合わせてエンジンも設計され、既にワークスマシンで使用していた排気デバイスYPVSを装備して中低回転域での性能を高める。フレームも新設計となる。
1983年型（1982年12月発売）は、サイレンサーはアルミ製となる。
1983年型は軽量化をはかる。

##### 1985年型
1985年型は、吸入方式がピストンリードバルブからクランクケースリードバルブになり、出力は70PSになる。また、フロントホイールも今までの18インチから17インチに変更となる。

##### 1986-1987年型
1986年型はアルミ デルタボックスフレームに、リアサスペンションはリンク式の1本サスに、ホイールはキャストホイールになる。
1987年型は、中高回転域の出力をアップ。ブレーキディスクをワークスマシンYZR250と同じ特殊な鋳鉄製ローターとし、制動力をアップ。

##### 1988-1990年型
1988年型は、排気が後方排気となり、吸気はポート形状などが変更される。ギアボックスはカセット式となる。タイヤは前後輪ともにラジアルタイヤとなり、ホイール径は後輪も17インチとなる。
1990年型（1989年9月6日発売）は、新型キャブレターとデジタルCDIを装備。
1990年型（1989年12月20日発売）は、出力を若干アップし、フレーム設計を小変更。このTZ250が直列2気筒エンジンの最終型となる。

##### 1991-2008年型
1991年型はエンジンが90°V型2気筒になる。またスイングアームは、右側はチャンバーの当たりを避けるために山型になっており、左右非対称である。
1992年型は掃気ポートを変更して高回転域の性能を向上させた。
1993年型はCDIの設定を変更。
1994年型はリアフレームが別体となり整備性の向上が図られた。
1995年型は騒音規制の強化に合わせてサイレンサーの容量をアップ。
1996年型はフレームの設計が変更された。
1997年型はレギュレーションの変更に伴い、無鉛ガソリン対応となった。
1998年型はワークスマシンYZR250と同等のカウルを装備。また、電磁燃料ポンプも装備する。
2006年、2007年の全日本ロードレース選手権250ccクラスのチャンピオンマシンである市販ロードレーサーが2008年型も発売される。販売数は18台。

### TZ250M

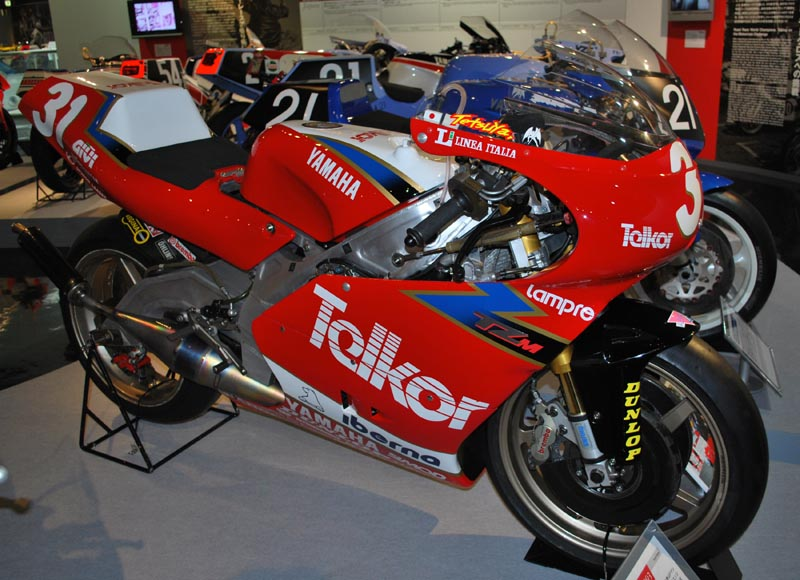
TZ250M（1993年の原田哲也のマシン）

1992年から1995年に設定されたロードレーサー。YZRシリーズが設定されていない年であり、実質的にワークスマシン。市販はされていない。原田哲也の手により1992年の全日本選手権、1993年のロードレース世界選手権優勝という記録を留めている。末尾の"M"は、モデファイドの頭文字を引用している。

### TZ350

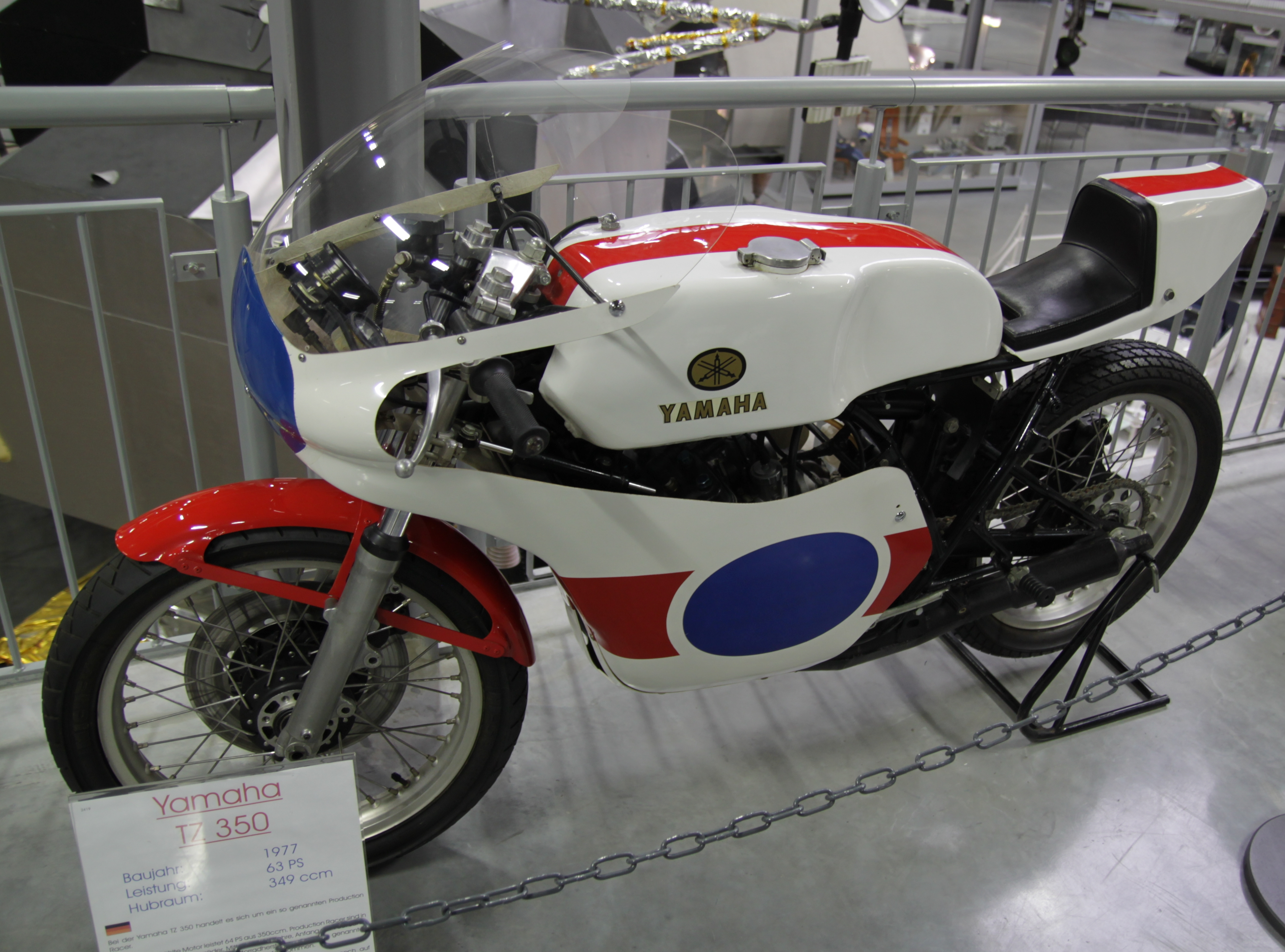
350 TZ (1977)

#### 2気筒エンジン
1980年代初頭まで全世界の多くのプライベーターに供給された市販レーサー。2ストローク直列2気筒エンジン。
1973年にヤマハは初の水冷エンジン搭載市販ロードレーサーであるTZ350を発売する。ワークス仕様もあり、同年3月のデイトナ200マイルでは750ccバイクよりも速く、1-2-3フィニッシュを達成する。市販仕様は同年4月発売。エンジンの水冷化により性能が大幅に向上した。
1974年型TZ350は、市販状態でのフロントブレーキは大径ドラムブレーキであった。シリンダーとエキスパンションチャンバー、プライマリーギヤを除き、他はTZ250と共通である
TZ350は、1980年頃にFIMからロードレース世界選手権（WGP）350ccクラス廃止の話が出てきたため、1979年型が事実上の最終型となり、1981年型の販売もって終了する。WGP350ccクラスは1982年シーズンを最後に廃止される。
1977年型は、ブレーキは前後ともにディスクブレーキ、リアサスペンションはカンチレバー式のモノショック（1本サス）である。シリンダー、シリンダーヘッド、エキスパンションチャンバーの設計を見直し、中回転域の出力が改善される
1979年型は、フレームの材質が鋼からクロモリに、スイングアームもアルミニウム合金になり、軽量化がはかられる。出力も2PSアップ。
1980年年型は1979年型と大きな違いはない。1980年型TZ250の排気量アップ版である。

#### 3気筒エンジン
3気筒TZ350は、ヤマハのオランダの現地法人ヤマハNVが開発・製作したマシンで、これは250ccのTZに1気筒追加して350ccにしたエンジンを搭載していた。1977年と1978年に片山敬済が走らせ、1977年に350ccクラスのチャンピオンとなる。エンジン出力は約80PS。キャブレターは当初はミクニ、その後レクトロンに変更した。これはメインジェットがなく、ニードルジェットだけで調整する仕様であった。ラジエーターはTZ750用を使用。車重は128kg（2気筒TZ350は118kg）。3気筒TZ350は直線は速いが、コーナリング性能は悪い。このような特性から、片山は、タイトターンが多いサーキットでは2気筒TZ350を、平均速度の速いサーキットでは3気筒TZ350を選んで走った。この3気筒エンジンはセッティングが合えば2気筒エンジンより10PS近い大きな出力と速度が期待できるそうである。エンジンの開発はケント・アンダーソンが担当した。

### TZ500
TZ500（ティーゼットごひゃく）は、ケニー・ロバーツが乗ったワークスマシンYZR500の量産車にあたる市販ロードレーサーである。ミッションはカートリッジ式である。
1981年型は、1980年型ワークスマシンYZR500と同じ直列4気筒エンジンを搭載し、パワーバルブ付きである。
1982年型は、1980年シーズンのチャンピオンマシンとほぼ同じ仕様での市販化ある。排気デバイスYPVS装備。生産台数70台（その内、日本向けが25台）。
1983年型を基にして、モノショック（1本サス）や排気デバイスYPVSがロードスポーツモデルに装備されるようになる。

### TZ750

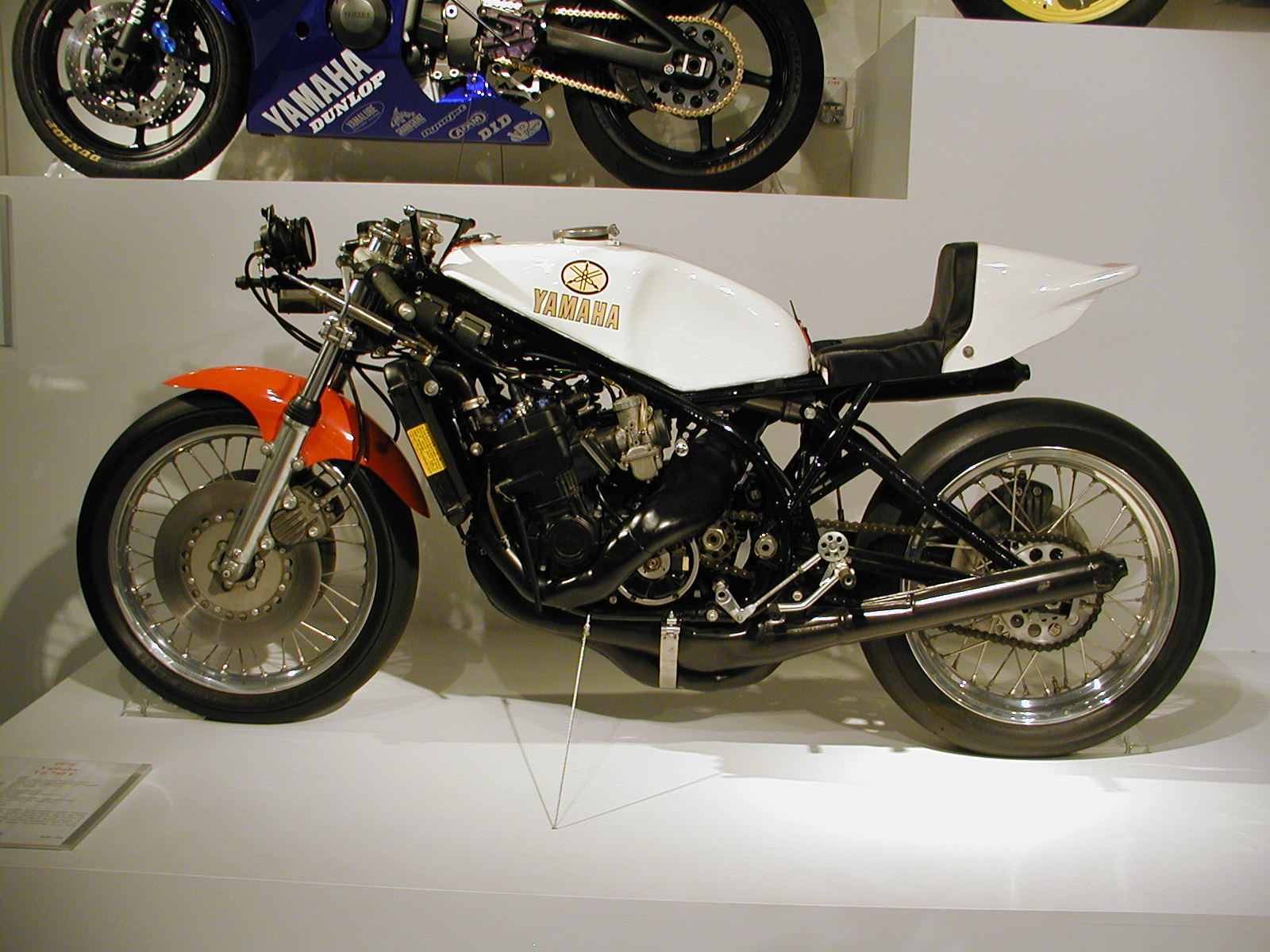
TZ750F (1979年)

ワークスマシンYZR750(0W31)の量産車にあたる市販ロードレーサーである。1975年から数年にわたり供給された市販レーサーだが、台数は限定的なものであった。2ストロークのロードレーサーとしては世界最大排気量を誇る。エンジンレイアウトは直列4気筒（横置き）。鈴鹿6時間耐久ロードレースにも出場するなど、人々の記憶に残るモンスターマシンであった。全日本ロードレース選手権では、1973年から1980年まで開催された750ccクラス（後に500クラスへ移行）で多くのレーサーがTZ750で出走。FIM公認の選手権として1970年代に開催されたF750選手権には同車で根本健、浅見貞男らが参戦した。浅見はパトリック・ポンスとのチームでボルドール24時間耐久ロードレースにおいて2位表彰台に立つ活躍を見せた。
コンプリートマシンとしての販売が終了した後もサイドカーレーサーのパワーユニットとしてヨーロッパを中心に長く使用され続けた。